# Realisme científic
El realisme científic és una varietat del realisme crític que sosté, bàsicament que existeix una realitat objectiva, que l'objectiu primordial de la ciència és descriure i explicar (a més de predir) els fets de la realitat i que la ciència aconsegueix el seu objectiu en certa manera i d'una manera especial, gràcies a l'aplicació del mètode científic. Aquesta és, òbviament, una caracterització bastant general i vaga. La raó d'això és que hi ha nombroses varietats de realisme científic, gairebé tantes com autors realistes científics, els quals fan èmfasi en diferents característiques d'aquesta concepció.
Entre els filòsofs que han defensat diverses varietats de realisme científic hi ha l'argentí Mario Bunge, els nord-americans Hilary Putnam, Philip Kitcher i Richard Boyd i el finlandès Ilkka Niiniluoto.